# Poczajów Stary
Poczajów Stary (ukr. Старий Почаїв) – wieś na Ukrainie, w obwodzie tarnopolskim, w rejonie krzemienieckim.